# Colostygia ferraria
Colostygia ferraria är en fjärilsart som beskrevs av Herrich-Schäffer 1848. Colostygia ferraria ingår i släktet Colostygia och familjen mätare. Inga underarter finns listade i Catalogue of Life.